# Belciana serrata
Belciana serrata là một loài bướm đêm trong họ Noctuidae.